# Tagasta marginella
Tagasta marginella är en insektsart som först beskrevs av Carl Peter Thunberg 1815.  Tagasta marginella ingår i släktet Tagasta och familjen Pyrgomorphidae. Inga underarter finns listade i Catalogue of Life.